# Tumblr
Tumblr là một tiểu blog và mạng xã hội được sáng lập bởi David Karp vào năm 2007 và hiện tại thuộc sở hữu của Automattic. Trang web cho phép người dùng đăng tải các nội dung đa phương tiện lên một trang blog, đồng thời theo dõi blog của những người dùng khác. Hầu hết các tính năng của trang web được thực hiện thông qua giao diện "dashboard".
Tính đến ngày 16 tháng 2 năm 2021, Tumblr đã có hơn 518 triệu blog và hơn 14 triệu bài đăng mỗi ngày.

## Lịch sử
Lịch sử Tumblr bắt đầu vào khoảng năm 2006, khi David Karp đang trong hai tuần nghỉ giữa hợp đồng với công ty phần mềm Davidville (Frederator Studios) mà anh làm việc. Lúc đó Karp vừa tròn 20 tuổi, nghỉ học từ năm 15 tuổi và chưa bao giờ tốt nghiệp trung học. Karp hứng thú với lĩnh vực tumbleblog và đang chờ đợi một dịch vụ blog nổi tiếng ra mắt. Do có không ai thực hiện điều này, sau một năm, Karp và Marco Arment bắt đầu phát triển một dịch vụ blog cho riêng mình. Tumblr được khởi động vào tháng 2 năm 2007. Chỉ trong vòng hai tuần đã có 75,000 người dùng. Tháng 9 năm 2010, Arment rời khỏi công ty  để tập trung cho Instapaper.
Vào năm 2009, sau khi mua lại ứng dụng Tumblerette trên App Store của Apple, Tumblr cho ra mắt ứng dụng chính thức của mình trên iPhone. Tháng 6 năm 2012, trên nền tảng iOS, Tumblr cập nhật phiên bản mới Tumblr 3.0 hỗ trợ Spotify, cho phép hiển thị hình ảnh độ phân giải cao cũng như truy cập ngoại tuyến. Trên BlackBerry, Tumblr cũng phát hành thông qua ứng dụng Mobelux trên BlackBerry App World vào ngày 17 tháng 4 năm 2010.
Đầu tháng 6 năm 2012, Tumblr hợp tác với Adidas để thực hiện chiến dịch quảng cáo lớn đầu tiên. Adidas khởi động một trang blog về bóng đá trên trang web để quảng bá cho các sản phẩm của mình.
Ngày 20 tháng 5 năm 2013, Yahoo và Tumblr đạt được thỏa thuận để Yahoo! Inc. mua Tumblr với giá 1,1 tỷ đô la tiền mặt. Nhiều người dùng Tumblr không vui với tin này nên lập một bản kiến nghị, đạt được gần 170.000 chữ ký. David Karp vẫn là CEO và thỏa thuận đã được hoàn tất vào ngày 20 tháng 6 năm 2013. Mục tiêu bán quảng cáo không đạt và tính tới năm 2016, Yahoo đã làm giảm 712 tỷ đô la giá trị của Tumblr.
Tháng 6 năm 2017, Verizon Communications mua lại Yahoo và sở hữu Tumblr dưới hình thức công ty con của Oath. Tháng 12 cùng năm, David Karp rời Tumblr, tiếp quản điều hành là chủ tịch kiêm COO Jeff D'Onofrio.
Tumblr cùng với Oath (năm 2019 đổi tên thành Verizon Media) tiếp tục gặp khó khăn dưới thời Verizon. Vào tháng 3 năm 2019, SimilarWeb ước tính Tumblr mất 30% lưu lượng truy cập người dùng, sau khi Tumblr đưa ra chính sách hạn chế nội dung chặt chẽ đối với nội dung người lớn (một điểm thu hút đáng chú ý đối với dịch vụ) kể từ tháng 12 năm 2018. Vào tháng 5 năm 2019, có thông tin rằng Verizon đang xem xét việc bán trang web do tiếp tục gặp khó khăn kể từ khi mua (như đã thực hiện với một tài sản khác của Yahoo, Flickr, thông qua việc bán cho SmugMug). Sau tin tức này, phó chủ tịch của Pornhub đã công khai bày tỏ sự quan tâm đến việc mua Tumblr, với lời hứa sẽ khôi phục các chính sách nội dung dành cho người lớn trước đó.
Ngày 12 tháng 8 năm 2019, Verizon Media thông báo rằng họ đã bán Tumblr cho Automattic ‒ nhà điều hành dịch vụ blog WordPress.com, với số tiền không được tiết lộ. Axios báo cáo rằng giá bán chưa đến 3 triệu đô la, giảm đáng kể so với giá mua ban đầu của Yahoo. CEO Automattic Matt Mullenweg tuyên bố rằng trang web sẽ hoạt động như một dịch vụ bổ sung cho WordPress.com và không có kế hoạch đảo ngược các quyết định chính sách nội dung được đưa ra dưới thời Verizon.

## Lượng người dùng
Đến tháng 2 năm 2021, Tumblr có 518 triệu blog và 14 triệu bài đăng mỗi ngày, trong đó 25% lượng truy cập là từ Hoa Kỳ. Số ngôn ngữ là 18.
Tumblr phổ biến nhất với lứa tuổi vị thành niên cũng như học sinh đại học với một nửa lượt xem thuộc về những người dưới 25 tuổi. Đến năm 2009, Tumblr đạt 85% tỉ lệ người dùng tiếp tục sử dụng dịch vụ, so với 40% của Twitter.

## Tính năng
- Dashboard - Dashboard là công cụ chính của người dùng Tumblr, đóng vai trò cập nhật các bài đăng của những trang blog mà họ theo dõi. Cũng thông qua dashboard, người dùng có thể bình luận, reblog và yêu thích những bài đăng này. Dashboard còn cho phép đăng tải hình ảnh, video, câu trích dẫn hay đường dẫn một cách dễ dàng. Người dùng còn có thể liên kết tài khoản của mình với Twitter và Facebook, khi đó, các bài đăng của họ sẽ được chia sẻ lên hai mạng xã hội này dưới dạng tweet và cập nhật trạng thái.[33]
- Page - Người dùng có thể bổ sung vào blog của mình các "trang" để sắp xếp các bài đăng hoặc cung cấp những thông tin như tiểu sử hay thông tin liên lạc. Các trang này có giao diện giống như blog chính nhưng cũng có thể được tùy chỉnh để có những giao diện khác nhau.[33]
- Tag - Người dùng có thể hệ thống các bài đăng của mình hoặc tìm kiếm những bài đăng có một nội dung nhất định của người khác bằng cách sử dụng các "thẻ" trong mỗi bài đăng.
- HTML - Tumblr cho phép người dùng sử dụng mã HTML để tùy chỉnh gần như hoàn toàn giao diện trang blog của mình. Họ cũng có thể thay đổi tên miền của trang blog một cách tùy ý, đồng thời sử dụng Google Analytics để theo dõi hoạt động của trang blog.
- Queue - Người dùng có thể lên lịch để lần lượt đăng tải nhiều bài đăng trong một khoảng thời gian nhất định.[34]

## Chỉ trích

### Vi phạm bản quyền
Tumblr bị chỉ trích vì người dùng trang web có khả năng vi phạm bản quyền. Sự thu hút về mặt hình ảnh của Tumblr đã khiến trang web trở thành nơi lý tưởng cho các blog ảnh. Nhiều trang blog đăng tải những tác phẩm đã đăng ký bản quyền mà không trả phí. Người dùng Tumblr có thể đăng tải những nội dung không phải của mình nhờ tính năng "re-blog".

### Nội dung không phù hợp
Tumblr cũng bị chỉ trích vì một lượng lớn nội dung trên trang web mang tính chất người lớn. Những người đăng tải chúng còn sử dụng Tumblr để quảng cáo cho các trang web khiêu dâm. Trong một nghiên cứu bởi Web.App Storm, phần lớn những từ khóa được tìm kiếm trên trang web có liên quan tới nội dung khiêu dâm, ba trong số đó nằm trong top 10. Ngày 17 tháng 12 năm 2018, chỉ vài ngày sau khi ứng dụng bị xóa khỏi App Store vì một vài người dùng vô tình phát hiện ra một tài khoản chia sẻ những nội dung không phù hợp liên quan tới trẻ em, Tumblr đã cấm vĩnh viễn nội dung người lớn, đồng thời xoá mọi nội dung khiêu dâm từ trước như một động thái nhằm lọc lại nền tảng mạng xã hội này.
Tumblr còn bị chỉ trích vì mức phí quảng cáo quá cao, cũng như những vấn đề về bài đăng rác.

## Tài chính
Nguồn ngân sách ban đầu của Tumblr là từ thu nhập của David Karp với công việc tư vấn phần mềm tại trang web UrbanBaby. Tumblr đã được tài trợ bởi Union Square Ventures, Spark Capital, Martín Varsavsky, John Borthwick (Betaworks), Fred Seibert và Sequoia Capital, vân vân). Tumblr có chung hai nhà đầu tư chính với Twitter. Chủ tịch và giám đốc điều hành John Maloney là người sáng lập UrbanBaby cùng vợ mình là Susan Maloney.
Công ty có giá trị 800 triệu đô la Mỹ vào tháng 8 năm 2011. Tháng 9 năm 2011, công ty được Greylock Partners và Insight Venture Partners tài trợ 85 triệu đô la Mỹ.
Trong một bài phỏng vấn với Nicole Lapin của "Bloomberg West" vào ngày 7 tháng 9 năm 2012, David Karp cho biết trang web kiếm doanh thu nhờ quảng cáo, và với lượng người dùng ngày càng tăng, các nhà quảng cáo sẽ đầu tư nghiêm túc vào trang web. Chiến dịch quảng cáo đầu tiên của họ khởi động vào tháng 5 năm 2012 sau 16 lần thử nghiệm.
Tumblr đạt doanh thu 13 triệu đô la Mỹ và được tài trợ 125 triệu đô la Mỹ trong năm 2012. Năm 2013, Tumblr sử dụng 25 triệu đô la Mỹ cho việc vận hành trang web.
Trong nửa đầu năm 2013, Tumblr, Inc. cho phép các công ty khác trả phí để quảng bá những bài đăng của họ tới một lượng người dùng lớn hơn. Lee Brown, giám đốc bán hàng, cho biết mức phí trung bình cho việc quảng cáo trên Tumblr chỉ nằm trong sáu con số, và tính năng nay sẽ làm tăng lợi nhuận trong năm 2013. Tumblr cũng cho phép người dùng trả phí để sử dụng những giao diện đặc biệt cho trang blog của họ.

## Đón nhận
Tháng 8 năm 2009, David Karp được BusinessWeek phong danh hiệu Doanh nhân Công nghệ Trẻ tuổi xuất sắc nhất năm 2009. Tháng 8 năm 2010, Tumblr lọt vào danh sách "New York City Hot 125" của Lead411.
Những người nổi tiếng sử dụng Tumblr bao gồm Taylor Swift, Lady Gaga, Zooey Deschanel và John Mayer, cũng như nhiều nghệ sĩ khác như Tyler "Telle" Smith của nhóm The Word Alive, Pete Wentz của nhóm Fall Out Boy và các thành viên của nhóm Motionless in White. Ngày 21 tháng 10 năm 2011, Tumblr trở thành dịch vụ blog đầu tiên được Tổng thống Obama sử dụng.
Năm 2011, trang blog We are the 99% trở nên nổi tiếng và trở thành câu khẩu hiệu chung của phong trào Chiếm lấy Phố Wall.